# マフディー・アル＝マシャート
マフディー・アル＝マシャート（アラビア語: مهدي المشاط、1986年 - ）は、イエメンの政治家。フーシ派における最高政策指導機関である最高政治評議会の行政官（議長）を務めている。

## 生涯
イエメン・アラブ共和国時代のサアダ県ハイダン地区Ould Nouarで生まれる。若い頃からフーシ派の指導者の一人であるアブドルマリク・フーシと面識があり、2004年からはザイド派運動の中心人物になる。フーシとは蜜月な関係にあるとされ、2014年以降はアル＝マシャートはフーシ派事務所の長、スポークスマン、国連との和平交渉の代表などを歴任していた。
2013年11月、サアダのダンマジへの攻撃に参加。2016年5月からは最高政治評議会議員となり、その言動からタカ派代表と呼ばれた。2016年9月には中国当局との会談に参加した。
2018年4月19日、サーレハ・アリ・アッ＝サンマードの暗殺後、最高政治評議会議長に就任。その後、イエメン北部での分離主義運動を扇動しているとされ、フーシ派全体でこの運動に加担している。
2021年7月、最高政治評議会はアル＝マシャートの任期をさらに3期延長した。2022年半ばに国連が仲介し実現した、2016年以来初となる2ヶ月間の全国的な停戦について、アル＝マシャートは停戦期間の延長に反対しないと宣言したが、一方でその条件は「十分なものではない」と批判した。
2023年4月、サナアの群衆事故を調査する委員会を設置すると発表。また4月には、サウジアラビアの代表団と会談した。その後オマーンの仲介によって再度の停戦合意が図られるも、7月に失敗に終わった。